# 吉安站
吉安站位于中华人民共和国江西省吉安市青原区，是京九铁路和吉衡铁路的一座火车站，等级为二等站，距北京西站1675公里，距常平站640公里，本站及相邻上下行区间均为电气化区段，车站于1996年9月1日建成通车，办理客货运业务。

## 车站结构

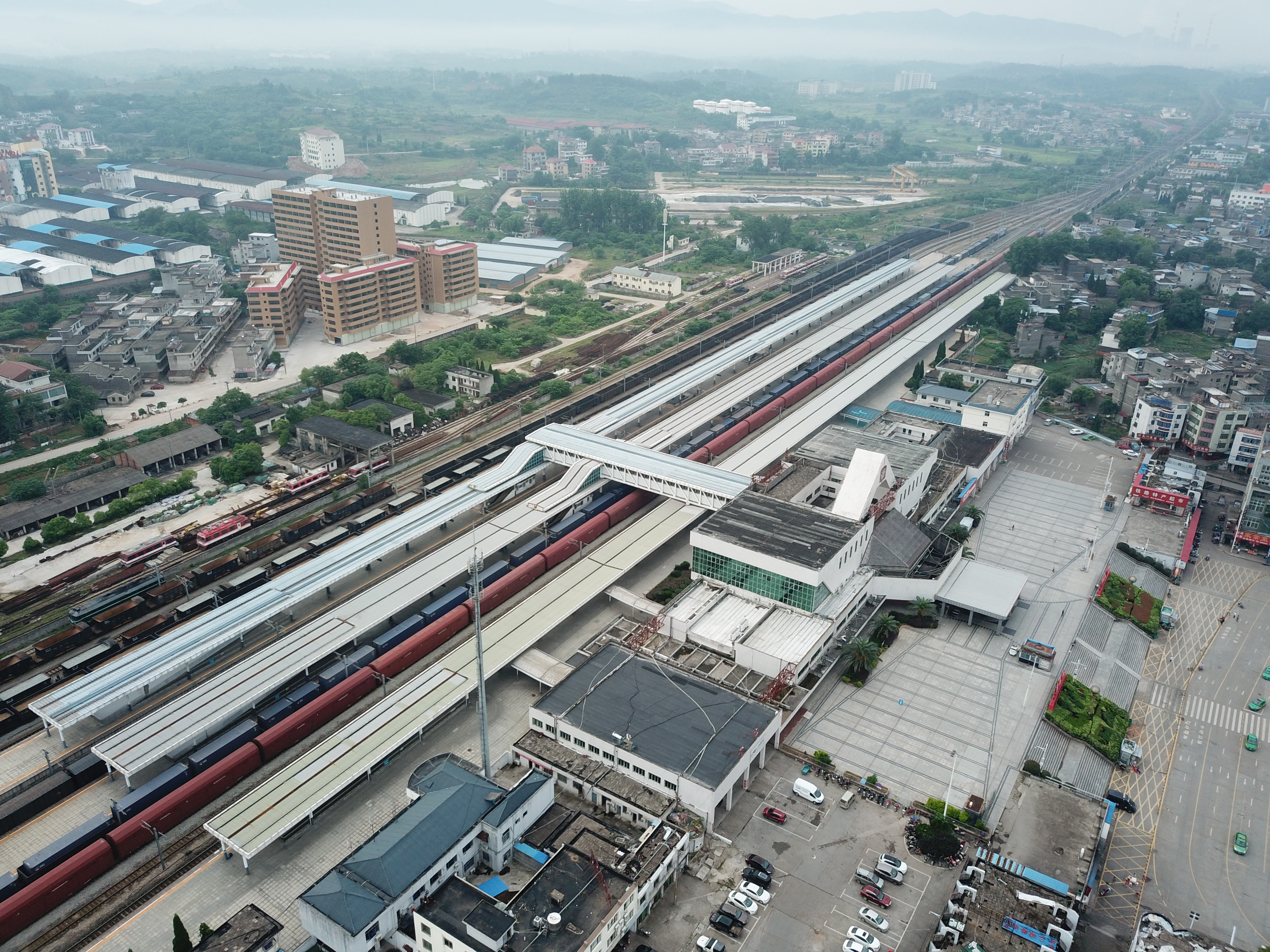
吉安站鸟瞰

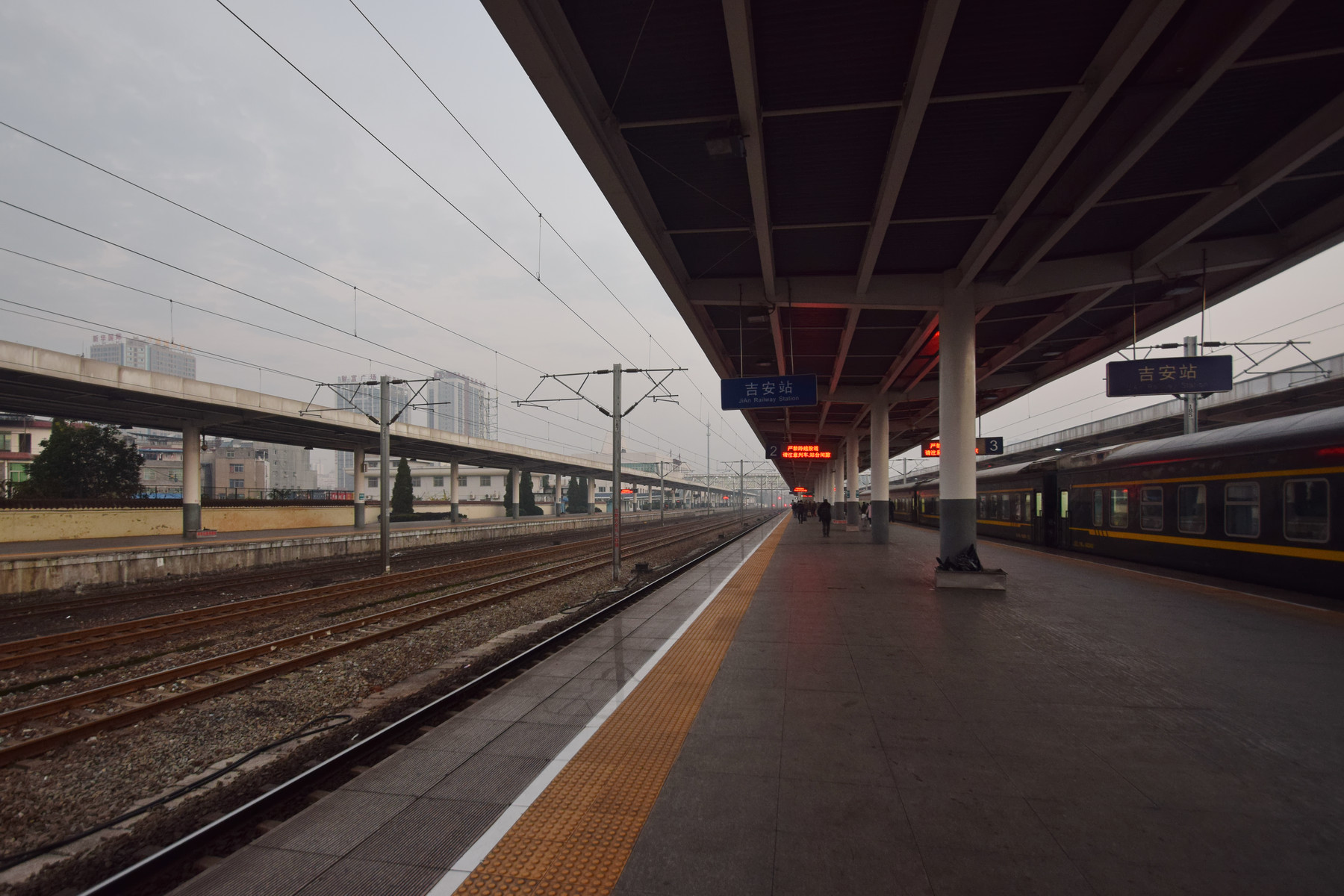
车站1-3

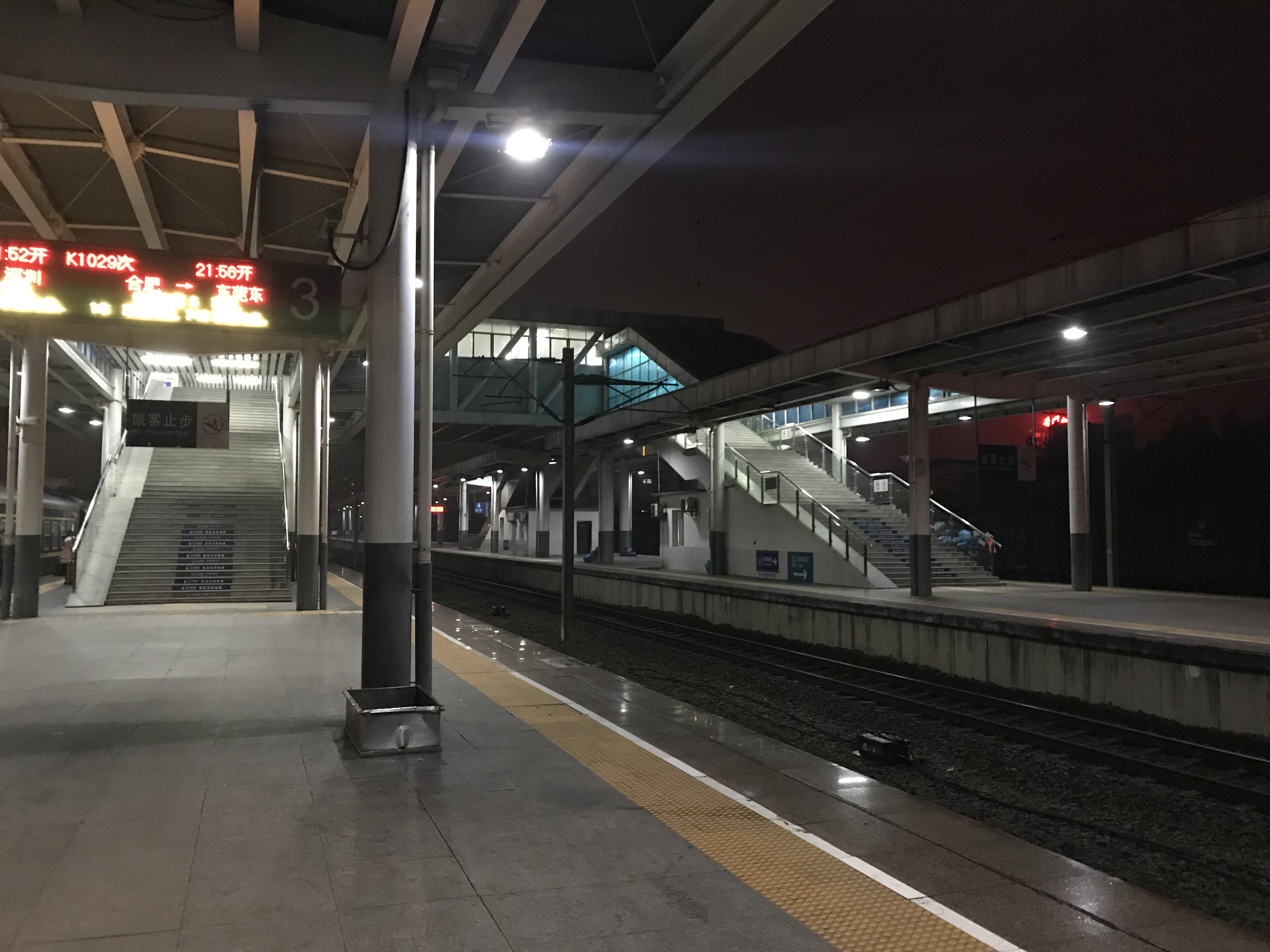
车站3、4

### 站房
吉安站站房于1996年投入使用。其中售票房位于站房南侧，面积114平方米，设有若干售票窗口和自助取票机；候车室708平方米:182。

### 站场
吉安站在开通时设有两座旅客站台，每座站台长500米、宽9米、高0.3米，并被长500米的雨棚覆盖:182。2012年车站新增一座站台，并将既有两座旅客站台改造为高站台。站台和站场间通过进站天桥、地下通道和一座行包通道连接。
吉安站设有3座货物站台，面积11475平方米:182。货场设有通往华能电力井冈山电厂、赣州工务段吉安工务料库、中铁第二十二局集团第四工程有限公司吉安制梁厂、中国石化销售有限公司江西吉安石油分公司河东铁路油库、向塘机务段吉安折返点及中央储备粮吉安直属库的专用线。
|          |                                 | 车站货场 |
| 5站台    | 京九铁路 往常平方向（吉安南站） |          |
| 岛式站台 |                                 |          |
| 4站台    | 京九铁路 往常平方向（吉安南站） |          |
| 3站台    | 京九铁路 往常平方向（吉安南站） |          |
| 岛式站台 |                                 |          |
| 2站台    | 京九铁路 往常平方向（吉安南站） |          |
| 通过线   | 京九铁路下行列车通过线          |          |
| 通过线   | 京九铁路上行列车通过线          |          |
| 1站台    | 京九铁路 往北京西方向（吉水站） |          |
| 侧式站台 |                                 |          |
| 站房     | 进站口、售票、候车、检票口      |          |

## 事故
2006年3月21日，4名中年妇女在吉水－吉安区间穿越铁路时被列车撞倒，导致3人死亡1人重伤。